# Velika nagrada Argentine 1971
Velika nagrada Argentine 1971 je bila prva neprvenstvena dirka Formule 1 v sezoni 1971. Odvijala se je 24. januarja 1971 na dirkališču Autódromo Oscar Alfredo Gálvez.

## Rezultati
Modro ozadje označuje dirkače Formule 5000.

### Kvalifikacije
| Poz | Št | Dirkač              | Konstruktor       | Čas     | Zaostanek |
| --- | -- | ------------------- | ----------------- | ------- | --------- |
| 1   | 18 | Rolf Stommelen      | Surtees-Cosworth  | 1:15.85 | —         |
| 2   | 8  | Chris Amon          | Matra             | 1:15.88 | +0.03     |
| 3   | 4  | Reine Wisell        | Lotus-Cosworth    | 1:16.03 | +0.18     |
| 4   | 2  | Emerson Fittipaldi  | Lotus-Cosworth    | 1:16.28 | +0.43     |
| 5   | 16 | Carlos Reutemann    | McLaren-Cosworth  | 1:16.49 | +0.64     |
| 6   | 12 | Jo Siffert          | March-Cosworth    | 1:16.61 | +0.76     |
| 7   | 14 | Henri Pescarolo     | March-Cosworth    | 1:16.80 | +0.95     |
| 8   | 10 | Derek Bell          | March-Cosworth    | 1:17.23 | +1.38     |
| 9   | 6  | Wilson Fittipaldi   | Lotus-Cosworth    | 1:17.90 | +2.05     |
| 10  | 20 | Silvio Moser        | Bellasi-Cosworth  | 1:19.01 | +3.16     |
| 11  | 22 | David Prophet       | McLaren-Chevrolet | 1:20.58 | +4.73     |
| 12  | 26 | Jo Bonnier          | Lola-Chevrolet    | 1:21.96 | +6.11     |
| 13  | 24 | Gordon Spice        | McLaren-Chevrolet | 1:23.45 | +7.60     |
| 14  | 30 | Nestor Garcia-Veiga | Surtees-Chevrolet | 1:26.26 | +10.41    |
| 15  | 28 | Carlos Marincovich  | McLaren-Chevrolet | 2:00.06 | +44.15    |

### Dirka
| Poz | Dirkač                         | Konstruktor       | Krogi | Čas/Odstop    |
| --- | ------------------------------ | ----------------- | ----- | ------------- |
| 1   | Chris Amon                     | Matra             | 100   | 2:08:19.29    |
| 2   | Henri Pescarolo                | March-Ford        | 100   | + 21.86 s     |
| 3   | Carlos Reutemann               | McLaren-Ford      | 100   |               |
| 4   | David Prophet                  | McLaren-Chevrolet | 96    | + 4 krogi     |
| Ods | Derek Bell                     | March-Ford        | 88    | Motor         |
| Ods | Jo Siffert                     | March-Ford        | 86    | Vzmetenje     |
| Ods | Reine Wisell                   | Lotus-Ford        | 84    | Trčenje       |
| NC  | Gordon Spice                   | McLaren-Chevrolet | 84    |               |
| Ods | Wilson Fittipaldi              | Brabham-Ford      | 71    | Motor         |
| NC  | Jo Bonnier                     | Lola-Chevrolet    | 68    |               |
| Ods | Silvio Moser                   | Bellasi-Ford      | 66    | Motor         |
| Ods | Rolf Stommelen                 | Surtees-Ford      | 60    | Menjalnik     |
| NC  | Carlos Marinkovich Gregg Young | McLaren-Chevrolet | 59    |               |
| Ods | Emerson Fittipaldi             | Lotus-Ford        | 48    | Pritisk olja  |
| Ods | Nestor Garcia-Veiga            | Surtees-Chevrolet | 11    | Puščanje olja |
| WD  | Mario Andretti                 | Ferrari           |       |               |
| WD  | Jacky Ickx                     | Ferrari           |       |               |
| WD  | Clay Regazzoni                 | Ferrari           |       |               |
| WD  | Ignazio Giunti                 | Ferrari           |       |               |
| WD  | Jean-Pierre Beltoise           | Matra             |       |               |
| WD  | Chris Craft                    | Brabham-Cosworth  |       |               |
| WD  | Ronnie Peterson                | March-Cosworth    |       |               |